# 吉井英勝
吉井 英勝（よしい ひでかつ、1942年〈昭和17年〉12月19日 - ）は、日本共産党中央委員、原発・エネルギー問題委員長、元衆議院議員（7期）。元参議院議員（1期）。
「吉」の正確な表記は「𠮷（）」（「土」の下に「口」、つちよし）である。

## 経歴
大阪府堺市議会議員を3期、大阪府議会議員を1期務めた。1988年に行われた参議院補欠選挙（大阪府選挙区）で、自民党と社会党の候補を破って当選。1989年の参議院通常選挙で落選。
1990年には衆議院旧大阪4区から出馬し初当選を果たした。小選挙区比例代表並立制の導入に伴い、1996年は比例九州ブロックから出馬して当選する。2000年からは比例近畿ブロック・大阪13区で重複立候補し、4度当選しているが、小選挙区では4度とも落選し、4度とも比例復活で当選。
2003年、静岡空港建設反対の国会議員署名活動で署名者に加わっている。
2004年の年金未納問題の際には、14年4か月未納であったことが判明したため、責任をとり党国会対策副委員長職を辞任した。
2007年の第166回国会では、43回の質問で議事録の発言文字数が25万4783文字と全衆議院議員中第1位を記録した。
2012年12月の第46回衆議院議員総選挙に出馬せず、引退。

## 国会における大地震時の原発事故の警告

### 2006年10月
2006年10月27日、吉井は、当時の原子力安全委員会委員長の鈴木篤之に対して、大地震等で送電鉄塔が倒壊するなどして外部電源が得られない中で、ディーゼル発電機とバッテリーも働かなくなった場合、原子炉はどうなっていくと想定しているのか、また、この場合、冷却系が働かず、崩壊熱を除去できなくなるが、核燃料棒のバーンアウト（焼損）の問題についてどう想定し審査しているのかと質問した。

### 2006年12月
2006年12月13日、「巨大地震の発生に伴う安全機能の喪失など原発の危険から国民の安全を守ることに関する質問主意書」を提出し、原発の安全対策について安倍内閣に見解をただした。これに対して首相安倍晋三は「そのような事態は起き得ないから対策の必要はない」と答弁した。

### 2010年4月
吉井は2010年4月9日にも衆議院経済産業委員会で、「老朽化原発に巨大地震が重なったときに、（中略）大変な事態になる」と訴えたが、当時の経済産業大臣の直嶋正行（民主党）は、「安全第一の上でこれ（原子力発電）は推進をするというのが基本方針」と答弁した。

## 政策・主張
2009年の衆議院議員選挙の際に行われた朝日新聞のアンケートには、以下のように回答している。
- 憲法の改正に反対。
- 道路予算の維持に反対。
- 5年以内の消費税率引き上げに反対。
- 選択的夫婦別姓制度に賛成。「日本は世界でも数少ない夫婦同姓制度をとっている国です[13]。民法を改正し、国連からも改善がもとめられている選択的夫婦別姓の実現、結婚最低年齢の男女差、女性のみの再婚禁止期間、婚外子の相続差別の見直しをただちにはかります」と公約で述べている。
- 永住外国人の地方参政権に賛成。